# Cong Xuedi
Cong Xuedi (nacida el 13 de mayo de 1963 en Shanghái) es una exjugadora de baloncesto china. Consiguió 2 medalla olímpicas con  China, un bronce en los Juegos Olímpicos de Los Ángeles 1984 y una plata en Barcelona 1992.